# کتابخانه عمومی شهرداری منطقه پلونگه
کتابخانه عمومی شهرداری منطقه پلونگه یک کتابخانه عمومی واقع در شهر پلونگه، شهرستان تلشیای، ژمایتیا، لیتوانی است. این کتابخانه در اطراف شهر و روستاهای مجاور شعبه دارد.
این کتابخانه در یک ساختمان تاریخی در پارک پلونگه قرار دارد.

## خدمات داوطلبانه اروپایی
کتابخانه پلونگه به‌طور فعال در برنامه‌هایی مانند: اراسموس+ و ملی داوطلبانه شرکت کرده‌است. داوطلبان کمک قابل توجهی به کتابخانه می‌کنند و وظایف داده شده خود را به خوبی انجام می‌دهند:
- ملاقات و خوشامدگویی به مشتریان کتابخانه
- کمک و آماده‌سازی رویدادهای مختلف در داخل کتابخانه
- یادگیری زبان لیتوانیایی
- دیدار با سازمان‌های مردم نهاد
- کسب دانش و آگاهی در مورد تاریخ (فرهنگ، میراث) منطقه پلونگه
- تحقق خود و بسیاری از کارهای خلاقانه دیگر اگر دوست داشته باشند